# Темпоральность
Темпора́льность (от лат. tempora «времена» ← мн.ч. tempus «время») — специфическая взаимосвязь моментов времени и временных характеристик, динамика изменений тех явлений и процессов, качественная особенность которых обусловлена социокультурной спецификой человеческого существования; временная сущность явлений.
Понятие темпоральности вошло в философскую культуру благодаря феноменологической и экзистенциалистской традициям, в которых темпоральность человеческого бытия противопоставляется времени, описанному как отчужденное, навязчивое, подавляющее. В культурологии, психологии и феноменологически ориентированной социологии понятие темпоральности используется в основном для описания таких динамических объектов, как личность, социальная группа, класс, общество, ценность. В основе методологии темпорального анализа лежит идея анализа взаимодвижущихся социальных явлений через сопоставление их темпоральности.

## В философии
В философии темпоральность традиционно представляет собой линейную прогрессию прошлого, настоящего и будущего. Однако некоторые философы нового века интерпретировали темпоральность иначе. Примерами могут служить «Нереальность времени» Мактаггарта, анализ внутреннего сознания времени Гуссерля, «Бытие и время» Мартина Хайдеггера (1927), «Философия настоящего» Джорджа Герберта Мида (1932) и критика Жака Деррида гуссерлевского анализа, а также «вечное возвращение» Ницше, хотя последнее больше относится к историчности, порождающей темпоральность.
В социальных науках темпоральность также изучается с точки зрения человеческого восприятия времени и социальной организации времени. В различные эпохи восприятие времени претерпевает значительные изменения.

### Темпоральный финитизм
Темпоральным финитизмом называют учение о конечности прошлого. Согласно философским воззрениям Аристотеля, изложенным в его «Физике», хотя пространство конечно, время бесконечно. Это учение создало проблемы для средневековых исламских, иудейских и христианских философов, которые были не в состоянии примирить аристотелевскую концепцию вечности с библейским повествованием о сотворении мира.
Современная космогония, опираясь больше на физические, чем на философские основания, принимает в большей степени финитизм в форме теории Большого Взрыва, чем теорию стационарной Вселенной, которая допускает бесконечную Вселенную.
Аргументы Иммануила Канта в пользу темпорального финитизма, по крайней мере в одном аспекте, в его первой антиномии состоят в следующем:

...допустим, что мир не имеет начала во времени, тогда до всякого данного момента времени протекла вечность и, стало быть, прошел бесконечный ряд следующих друг за другом состояний вещей в мире. Но бесконечность ряда именно в том и состоит, что он никогда не может быть закончен путем последовательного синтеза. Стало быть, бесконечный прошедший мировой ряд невозможен; значит, начало мира есть необходимое условие его существования...
— Кант И. Критика чистого разума. I. Трансцендентальное учение о началах. Часть вторая. Трансцендентальная логика. Отдел второй. Трансцендентальная диалектика. Книга вторая. О диалектических выводах чистого разума. Глава вторая. Антиномия чистого разума. Раздел второй. Антитетика чистого разума 

### Темпоральная логика
Темпоральной или временной называется логика, в высказываниях которой учитывается временной аспект. Такая концепция используется для описания последовательностей явлений и их взаимосвязи по временной шкале.
В древности применение логики во временно́м аспекте изучали философы мегарской школы, в частности Диодор Крон, и стоики. Современная символическая темпоральная логика, впервые концептуализированная и сформулированная в 1950-е годы Артуром Прайором на основе модальной логики, наибольшее распространение и развитие получила в информатике благодаря трудам лауреата Тьюринговской премии Амира Пнуэли.
Темпоральная логика отличается от модальной в первую очередь тем, что она учитывает причинно-следственные связи непосредственно в условиях времени.

### Связь с каузальностью
Априорная темпоральность (собственно сама темпоральность) есть взаимосвязь самих моментов времени, эмпирическая же темпоральность — причинная взаимообусловленность событий во времени, то есть каузальность.

## В физике

### Темпоральный кристалл
Темпоральный кристалл — гипотетическая физическая структура, периодически через равные интервалы времени изменяющая свою структуру при поступлении к ней энергии извне. В 2015 году было доказано, что создание темпорального кристалла в состоянии с наименьшей энергией и в любой равновесной системе, достигшей устойчивого состояния при любом значении энергии невозможно если взаимодействия в системе носят короткодействующий характер. Подобие темпорального кристалла было создано в 2017 году на основе неравновесных систем, получающих энергию от лазерного излучения или микроволнового излучения.
Идея временного кристалла впервые была описана Фрэнком Вильчеком в 2012 году. Впервые физическая модель реализующая квантовый кристалл времени была предложена в 2019 году на основе системы кубитов с многочастичными нелокальными взаимодействиями.